# لازارفکا (استان آمور)
لازارفکا (به لاتین: Lazarevka) یک منطقهٔ مسکونی در روسیه است که در استان آمور واقع شده‌است.